# Johannes Meinardus Coenen
Johannes Meinardus Coenen, meest genoemd als Joh. M. Coenen, (Den Haag, 28 januari 1824 – Amsterdam, 9 januari 1899) was een Nederlands fagottist, dirigent en componist.

## Achtergrond
Hij werd geboren binnen het gezin van dan nog winkelier, maar later beambte Cornelis Coenen en Johanna Elisabeth de Barnsteen. Zijn broer Cornelis Coenen was eveneens musicus, terwijl een andere broer, Johannes Willem Frederik Coenen muziekonderwijzer werd. Hij trouwde in maart 1853 met artieste Christine van Ollefen. Hij was ridder in de Orde van de Eikenkroon (voor zijn eerste symfonie). Hij werd begraven op Zorgvlied. Amsterdam-Zuid kent de naar hem vernoemde Joh. M. Coenenstraat, een verlengde van de Beethovenstraat.

## Muziek
Hij kreeg zijn muziekopleiding aan de Koninklijke Muziekschool in Den Haag van onder meer Johann Heinrich Lübeck. Hij werd fagottist in de Hofkapel (zowel bij koning Willem I als Willem II), die hij ook weleens dirigeerde. In 1851 werd hij dirigent van het orkest van de Amsterdamse Schouwburg van Van Lier en in 1856 van de Stadsschouwburg. Toen in 1857 Johannes van Bree overleed werd hij dirigent van het orkest van Felix Meritis. In 1865 werd hij daar opgevolgd door Johannes Verhulst. Coenen kreeg het grote orkest van het Paleis voor Volksvlijt onder zich. Hij speelde daarmee ook in Parijs, waar hij werd onderscheiden als Officier de l’académie. In 1868 was hij al aangesteld als kapelmeester van de Amsterdamse schutterij, waarvoor hij eveneens werd geëerd, in dit geval met het officierskruis.
Op 15 maart 1880 werd Coenen geëerd voor zijn veertigjarig werk in de muziek met een concert in het Paleis voor Volksvlijt. Door zijn matige gezondheid moest hij steeds vaker verstek laten gaan en het dirigeren overlaten aan Richard Hol. Een laatste ovatie kreeg hij op 28 januari 1897, twee jaar voor zijn overlijden.

## Werken
Veel van zijn werken zijn verloren gegaan tijdens de brand in het Paleis voor Volksvlijt in 1929, maar het Nederlands Muziek Instituut (sinds 2015 ondergebracht in het Haags Gemeentearchief) heeft meer dan 450 manuscripten van Coenen in zijn bezit.
- Ada van Holland op Texel, oratorium voor koor en orkest op tekst van Jan Pieter Heije.
- Ouverture Floris V
- Opera Bertha en Siegfried
- Twee symfonieën
- Concerten voor diverse muziekinstrumenten (viool, fluit, klarinet en fagot)
- Balletmuziek, bijvoorbeeld Juanito
- Blaaskwintet
- Werken voor koor, piano etc.

- Biografisch Portaal: 42654648
- Library of Congress Control Number: n94105265
- MusicBrainz: 843d601b-ec74-4004-b0b6-62ffa960e837
- Nederlandse Thesaurus van Auteursnamen: 069982066
- Istituto Centrale per il Catalogo Unico: MUSV016832
- Virtual International Authority File: 63244705
- WorldCat: E39PBJqqxcyjMfMFDQYwYpctrq